# Bokhoven
Bokhoven là một làng quê thuộc 's-Hertogenbosch, tỉnh Noord-Brabant, Hà Lan. Chi đến 1971 Engelen thuộc Engelen.
Bokhoven là tự trị chi đến 1794. Bokhoven là thuộc Bataafs-Brabant từ 1795. Staats-Brabant trở thành Tin Lành tù 1629 như Frederik Hendrik van Oranje-Nassau chiếm đoạt 's-Hertogenbosch. Bokhoven ờ lại Giáo hội Công giáo Rôma. Giáo hội Công giáo Rôma là cấm đoán không 's-Hertogenbosch. Dân cư 's-Hertogenbosch theo dõi dế hiếu buối lễ nhà thơ Bokhoven.

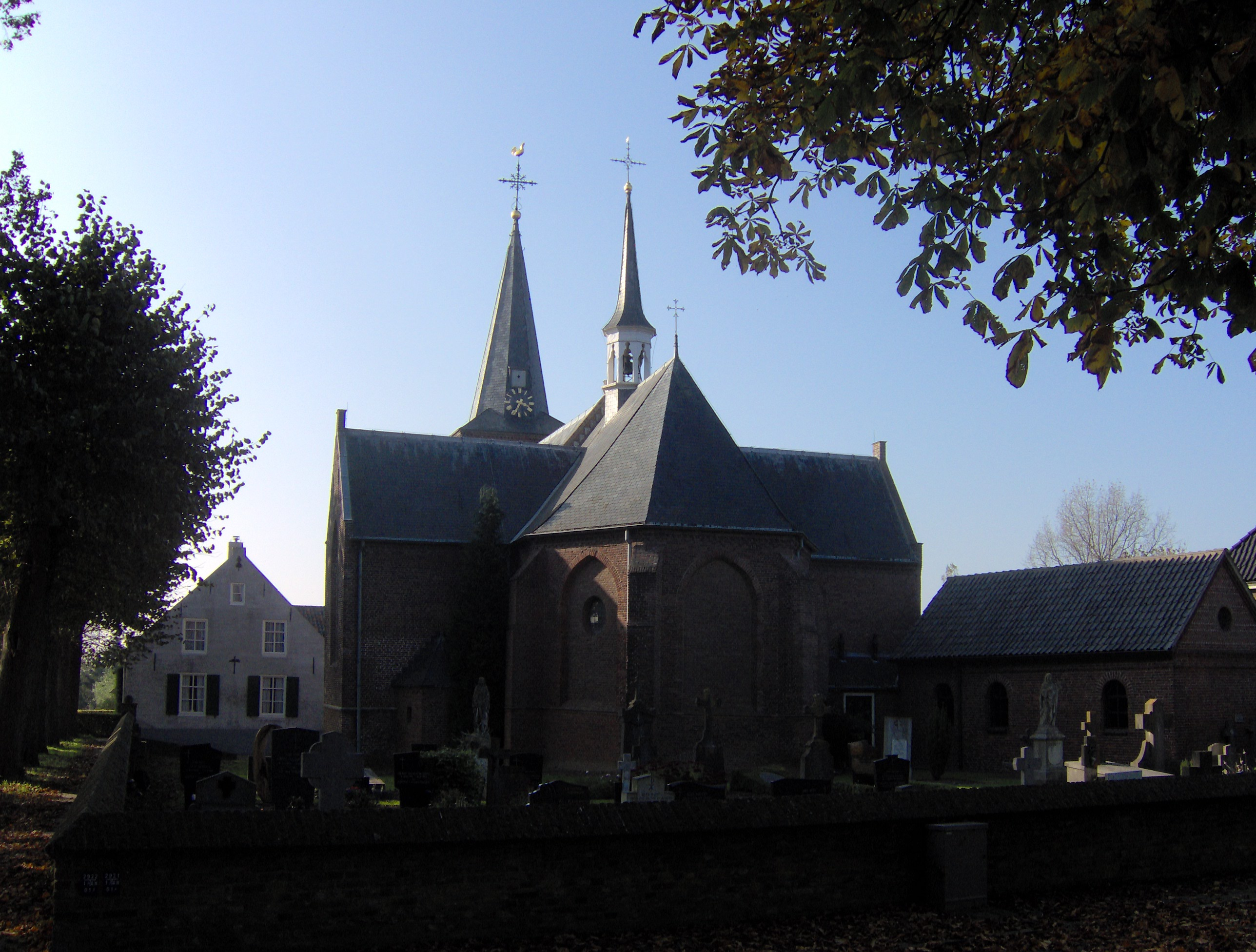
Nhà thờ Bokhoven